# باغ شاه (لنجان)
باغ شاه هي قرية في مقاطعة لنجان، إيران. عدد سكان هذه القرية هو 81 في سنة 2006.